# Wilhelm Ehrlich
Wilhelm Ehrlich (* 19. August 1894 in Glowno; † 9. November 1923 in München) war ein deutscher Nationalsozialist und Putschist. Er wurde beim Hitlerputsch 1923 beim Versuch, die Barrikaden zwischen der Feldherrnhalle und der Münchner Residenz zu durchbrechen, von Polizisten der Bayerischen Landespolizei erschossen.

## Biografie
Ehrlich wurde 1894 in Glowno in der preußischen Provinz Posen geboren. Mit 20 Jahren meldete er sich im August 1914 als Schüler freiwillig zum Kriegsdienst im Ersten Weltkrieg und wurde zum Landwehr-Infanterie-Regiment Nr. 10 der 14. Landwehr-Division in Breslau eingezogen. Im Dezember 1914 wurde er an die Ostfront versetzt und kämpfte in Russland und den Karpaten. 1917 kam er an die Westfront und erlebte dort 1918 das Kriegsende. Im Kriegsverlauf wurde er einmal verwundet und verschüttet. Für seine militärischen Verdienste wurde er mit dem Eisernen Kreuz II. und I. Klasse ausgezeichnet. Nach Kriegsende war er Angehöriger des  Freikorps Roßbach. 1920 beteiligte er sich im Teilherzogtum Mecklenburg-Güstrow mit einer Gruppe um Graf Wolf-Heinrich von Helldorff am sogenannten Kapp-Putsch. Im gleichen Jahr wurde er eines der ersten Mitglieder in der NSDAP. 1923 beteiligte er sich am sogenannten Ruhrkampf (Linie Köln-Godesberg). Nach seiner Verhaftung durch die einrückenden Franzosen konnte er aus der Gefangenschaft fliehen. Von Beruf war Ehrlich Bankbeamter.

## Umstände seines Todes
Am 8. November 1923 kam es zum Hitlerputsch. Da der Putsch zu scheitern drohte, wollte Hitler am 9. November 1923 mit einem Marsch durch München die Bevölkerung auf seine Seite ziehen. Der Marsch begann am Bürgerbräukeller und hatte das Wehrbereichskommando, das ehemalige Königlich Bayerische Kriegsministerium, in der Ludwigstraße 14 zum Ziel. Dort hielt sich seit dem Vortag Ernst Röhm mit seinen Mitstreitern verschanzt. Die 2. Polizeihundertschaft sollte den Marsch stoppen und so das Vordringen zum Wehrbereichskommando verhindern. Beim Aufeinandertreffen schossen die Putschisten auf die Polizei, die das Feuer erwiderte. Beim Schusswechsel wurden bei der Feldherrnhalle vier bayerische Polizisten und 13 der insgesamt 15 getöteten Putschisten tödlich getroffen; außerdem kam ein unbeteiligter Passant ums Leben. Nach der kurzen Auseinandersetzung löste sich der Demonstrationszug auf und der Hitlerputsch war beendet.

## Gedenken zu Zeiten des Dritten Reiches
Ehrlich wurde wie die anderen getöteten Putschisten zwischen 1933 und 1945 als Blutzeuge der Bewegung geehrt und zugleich von der NS-Propaganda instrumentalisiert. Am Münchner Königsplatz wurden nach der Machtergreifung der Nationalsozialisten zwei Ehrentempel für die 15 getöteten Putschisten (und einen unbeteiligten Passanten) errichtet und deren sterbliche Überreste dorthin umgebettet. Nach dem Einmarsch von Truppen der US Army 1945 wurden diese Bauten im Januar 1947 gesprengt und die Gebeine erneut umgebettet.

## Straßenbenennungen zu Zeiten des Dritten Reiches (in chronologischer Reihenfolge)
Während des Dritten Reiches wurden zahlreiche Straßen im Reichsgebiet nach Ehrlich benannt. Nach dem Zusammenbruch des Deutschen Reiches 1945 wurden alle Straßen erneut umbenannt:
- In Dresden wurde am 2. Februar 1935 die Planstraße 18C in Wilhelm-Ehrlich-Straße benannt. Mit dem Ratsbeschluss vom 27. September 1945 wurde die Straße in Basedowstraße umbenannt.[2]
- In Gelsenkirchen wurde 1937 die Wilhelmstraße in Wilhelm-Ehrlich-Straße umbenannt. Am 15. Juni 1946 erfolgte die erneute Umbenennung in Bickernstraße.[3]
- In Stralsund wurde 1938 die Tetzlawstraße in Wilhelm-Ehrlich-Weg umbenannt. Am 5. Juni 1945 erfolgte dann die erneute Umbenennung in Wolgaster Weg und am 8. März 1946 schließlich wieder in den ursprünglichen Namen „Tetzlawstraße“.[4]
- In Leverkusen wurde ebenfalls 1938 die Wilhelm-Ehrlich-Straße benannt. 1945 wurde sie in Schumannstraße umbenannt.[5]
- In Tübingen wurde die Wilhelm-Ehrlich-Straße benannt. Nach Kriegsende wurde sie in Nelkenweg umbenannt.
- In Stettin wurde während des Dritten Reichs die Wilhelm-Ehrlich-Straßen nach Ehrlich benannt.[6] Sie heißt heute Ulica Kwiatowa.[7]
- In Recklinghausen wurde 1939 die Friedrichstraße in Wilhelm-Ehrlich-Straße umbenannt. Nach dem Krieg erhielt sie ihre ursprünglichen Namen zurück.[8]
- In Jena benannte man 1936 eine Straße in der „Siedlung am Schlegelsberg“ nach Ehrlich.[9] 1945 erfolgte die Umbenennung in Max-Fischer-Straße, 1962 in Julius-Schaxel-Straße.
- In Völklingen, Stadtteil Wehrden wurde 1937 die Wilhelm-Ehrlich-Straße benannt. Seit dem 6. August 1945 heißt sie Stargasse.[10]
- In Breslau heißt die damalige Wilhelm-Ehrlich-Straße nun ul. Wynalazców.[11]
- In Posen ließ sich 1941 eine Wilhelm-Ehrlich-Straße belegen.[12]